# La última guinda
La última guinda es una novela creada por el escritor salvadoreño José Rutilio Quezada.

## Contexto histórico de la novela
En medio de las tensiones políticas surgidas por el militarismo en El Salvador, que más tarde desembocarían en la guerra civil salvadoreña de la década de 1980, se relata la historia desde varios escenarios: El Salvador, el desierto de Sonora y el pueblo de Ajo, en Arizona, Estados Unidos.
La palabra «guinda» era usualmente utilizada entre la población con el significado de «huida». Su empleo iba asociado al de «oreja»: los espías del ejército y del gobierno. Las guindas eran las partidas que constituían el éxodo de la gente de los cantones. Antes de que el ejército llegara a matar a sus habitantes en busca de guerrilleros, la propia guerrilla los sacaba de sus lugares de residencia.

## Resumen de la obra «La última guinda»
- La protagonista, Zenaida, relata su vida siendo estudiante de la Facultad de Medicina de la Universidad de El Salvador (UES). También relata su vida detrás del Hotel Sheraton Presidente, donde muere su padre, y cuando su madre decide salir de ese lugar para no sufrir la misma suerte que su esposo, quien ha sido asesinado por ser miembro de un sindicato. La madre de Zenaida era vendedora en el mercado central de la capital, y ella vivía con su hija en los edificios multifamiliares de Montserrat en San Salvador.

A lo largo del desarrollo de la historia, la vida de Zenaida va dando cambios que la llevan a inclinarse a una posición izquierdista que va siendo reforzada por su relación con Sabino, su novio, que suele llamarla "burguesita" por la vida que acostumbra a llevar y que no quiere dejar. Al irse con la guerrilla, Sabino deja una carta para Zenaida, que a lo largo de la historia, es la única y última forma de comunicación entre ellos.
Trata también de que el mayor sueño de Zenaida es estudiar medicina, pero deja de estudiar por entrar a la guerrilla con el fin de estar con Sabino, del cual ella está enamorada.
Se trata también el tema de la emigración al exterior de los salvadoreños en la década de los 70 y principios de los 80. Zenaida decide irse a los Estados Unidos, esperando tener allí un porvenir mejor, y su madre se va con ella. Todo el grupo de emigrantes espera ser guiado por los "coyotes y perros", pero estos los estafan y los dejan a su propia suerte en el desierto de Sonora. Allí, los integrantes del grupo van muriendo de sed y de insolación. Zenaida logra sobrevivir bebiendo agua que saca de las plantas empleando una navaja que le había regalado un jovencito. Intenta salvar a su madre, pero no lo consigue. Encontrada después por una patrulla fronteriza estadounidense, es llevada a la localidad de Arizona llamada Ajo. Toma entonces la determinación de unirse a la guerrilla cuando vuelva a su país.
En la guerrilla conoce a varios personajes que formarán su círculo de amistad: Andrea, una mujer que tenía un salón de belleza, pero cuyo resentimiento para con los gobiernos militares la ha llevado a ser guerrillera; Ballestas; "Neto"; Fabián; Orlando y otros que estuvieron en la marcha del 30 de julio de 1975, en la que varios alumnos de la UES murieron tras la represión llevada a cabo por los cuerpos militares.
En su desenlace, la historia presenta la derrota inminente de las fuerzas guerrilleras a manos de las fuerzas armadas salvadoreñas. Unos campesinos traicionan a la guerrilla y los soldados acaban matando a los guerrilleros en el Cerro Guazapa. Al morir Zenaida por los balazos que recibe en el pecho, donde lleva la carta de Sabino, pronuncia las mismas palabras de Óscar Romero: "¡Dios mío! ¡Me arrepiento! ¡Perdóname!"